# هنگتانگ
هنگتانگ (انگلیسی: Hengtong) شرکت مهندسی برق چینی است، که در سال ۱۹۹۳ تأسیس شد.